# Concours Eurovision de la chanson 1987
- Pays participants
- Pays ayant participé dans le passé

Bergen 1986 Dublin 1988
Le Concours Eurovision de la chanson 1987 fut la trente-deuxième édition du concours. Il se déroula le samedi 9 mai 1987, à Bruxelles, en Belgique. Il fut remporté par l'Irlande, avec la chanson Hold Me Now, interprétée par Johnny Logan. L'Allemagne termina deuxième et l'Italie, troisième.

## Organisation
La Belgique, qui avait remporté l'édition 1986, se chargea de l’organisation de l’édition 1987.
À l'origine, le concours devait être organisé conjointement par les deux télédiffuseurs publics belges : la RTBF francophone et la BRT néerlandophone. L'objectif était de donner de la Belgique, l'image d'un pays uni. Mais rapidement, des dissensions apparurent entre les deux télédiffuseurs, notamment sur le lieu, les présentateurs ou encore l'entracte. Finalement, la BRT se retira du projet et la RTBF décida d'assumer seule l'organisation du concours. Le budget nécessaire fut tellement important qu'une nouvelle loi dut être adoptée, permettant le recours à la publicité pour financer les chaînes publiques belges. Ce fut la première fois que des sponsors aidèrent à la réalisation du concours et apparurent à l'écran.

## Pays participants
Vingt-deux pays participèrent au trente-deuxième concours, un nouveau record. 
L'Italie et la Grèce firent leur retour. Il n'y eut aucun désistement, ni aucun début.
Pour la toute première fois, l'UER fixa un nombre maximal de participants au concours : vingt-deux. Cela, afin de limiter à trois heures la durée de retransmission.

## Format

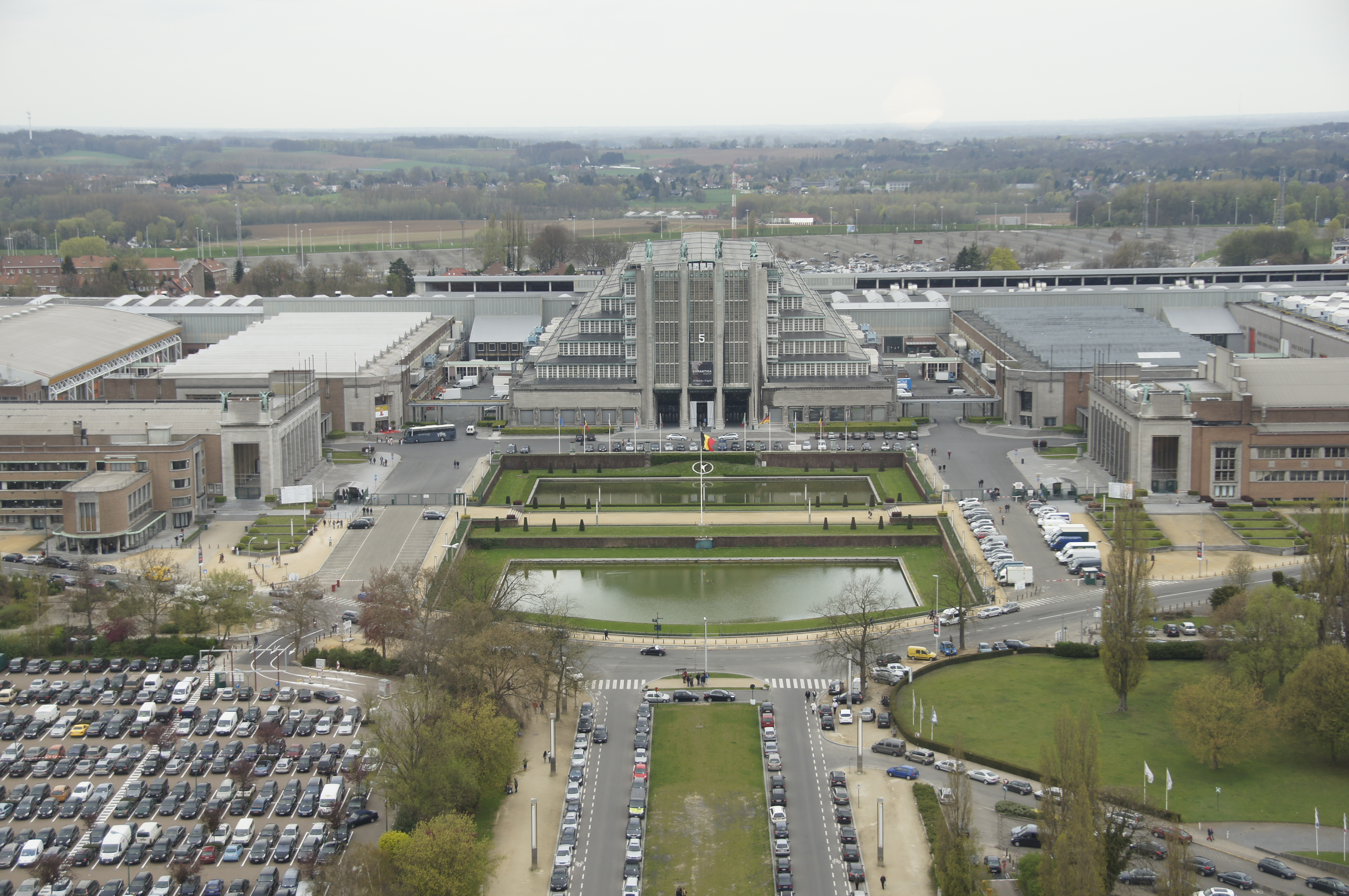
Le Palais du Centenaire, à Bruxelles.

Le concours eut lieu au Palais du Centenaire, à Bruxelles, ensemble de salles d'exposition, édifié à partir de 1930 pour célébrer le centenaire de l'indépendance de la Belgique. 
L’orchestre prit place à gauche de la scène, dans un espace réservé, étagé en gradin, au-dessus duquel était suspendue une structure métallique de couleur rose vif. Le pupitre du superviseur était installé du même côté, dans le public. La scène consistait en une vaste plate-forme de couleur blanche sur laquelle était posé un podium de forme irrégulière, lui aussi de couleur blanche et bordé d'une alternance de rectangles noirs et blancs. Sur ce podium, était posé un large escalier de six marches, dans lequel étaient encastrés : à gauche, un cube incliné, recouvert de carrés noirs et blancs ; à droite, un cône, dont la base était en matériau brut et le sommet, lisse. Une sphère mobile de couleur blanche et une grue de couleur rose vif étaient suspendues au-dessus de l'escalier. Enfin, à l'extrême droite du podium, était installé un second cube incliné, recouvert de lamelles métalliques. Son côté gauche était fendu, ouvrant ainsi une entrée sur la scène. Sur son côté droit, était encastré le tableau de vote. Ce fut la dernière fois dans l'histoire du concours que la production eut recours à un tableau de vote physique.
Le programme dura près de trois heures. 
La présentatrice de la soirée fut la chanteuse Viktor Lazlo. Elle s’adressa aux téléspectateurs en anglais et en français. 
L'orchestre était dirigé par Jo Carlier.
Des membres de la famille royale belge étaient présents dans la salle. En l'occurrence, le prince Albert, prince de Liège, et son épouse, la princesse Paola, princesse de Liège.

## Ouverture
L’ouverture du concours débuta par une animation informatique. Le logo du concours apparut dans l'espace étoilé, bientôt rejoint par la fusée lunaire dessinée par Hergé dans Objectif Lune et l'avion du Crabe aux pinces d'or. L'avion plongea ensuite dans l'atmosphère et les nuages, lançant une vidéo touristique de la Belgique. Celle-ci se termina par une vue du Palais du Centenaire.
La caméra dévoila ensuite l'orchestre et la scène. Viktor Lazlo fit son entrée et descendit l'escalier tout en chantant Breathless. Elle fit ensuite les introductions d'usage, disant notamment : « J'espère que cette soirée restera longtemps gravée dans votre mémoire. » Elle rappela aussi que c'était ce soir-là, la date anniversaire de la Déclaration Schuman et que l'on fêtait les trente ans de l'Union européenne. Elle ajouta donc : « Happy birthday to Europe and best wishes for the future. »

## Cartes postales
Les cartes postales débutaient par une vidéo touristique sur la Belgique. Apparaissait ensuite à l'écran, un carton où figuraient le drapeau du pays participant, les noms des auteurs et compositeurs et le titre de la chanson. Le carton était ensuite remplacé par la case d'une bande-dessinée, sur laquelle était écrite dans la langue nationale du pays : « Amitiés à [nom du pays] ». Enfin, les interprètes se déplaçaient dans la case, avant de saluer les téléspectateurs.
Viktor Lazlo introduisit elle-même les interprètes et les chefs d'orchestre, en donnant quelques explications supplémentaires sur eux. Elle ne commit qu'une seule erreur, qu'elle corrigea rapidement : elle nomma la chanson britannique « Only the Night », au lieu de « Only the Light ».

## Chansons
Vingt-deux  chansons concoururent pour la victoire. 
La chanson norvégienne avait été composée par Rolf Løvland et son texte, écrit par Hanne Krogh. Tous deux avaient remporté le concours, deux ans auparavant, avec La det swinge. Mitt liv termina finalement neuvième.
À la suite des dissensions entre les télédiffuseurs publics belges et au retrait de la BRT, l'on crût un temps que la Belgique ne pourrait présenter de candidat cette année-là. En effet, c'était au tour de la BRT de sélectionner un interprète et une chanson. Mais le télédiffuseur néerlandophone organisa bien une finale, qui fut remportée par Liliane Saint-Pierre.
La chanson italienne, Gente di Mare, fut l'autre grande réussite commerciale du concours. Son compositeur et interprète, Umberto Tozzi, avait déjà remporté de nombreux succès, notamment avec Gloria, en 1979.
Le représentant luxembourgeois n'était autre que Plastic Bertrand, qui avait connu un succès planétaire en 1977 avec Ça plane pour moi.
Le représentant irlandais, Johnny Logan, avait déjà remporté la victoire au concours, en 1980. La suite de sa carrière avait été moins réussie. À cause de nombreux problèmes juridiques liés à son contrat et des procès à répétition, il avait perdu tous les gains qu'il avait pu gagner. Cette seconde participation en tant qu'artiste était donc nécessaire pour lui assurer un nouveau départ.

## Controverses
Le ministre de la culture israélien n'apprécia que fort peu la chanson sélectionnée cette année-là pour représenter son pays. Il s'agissait d'un morceau parodique, moquant l'absurdité de la vie, interprété par le duo satirique Datner & Kushnir. Le ministre menaça publiquement de démissionner, si la chanson était présentée à Bruxelles. Il ne tint cependant pas parole et Israël termina huitième.
Le titre initial de la chanson suédoise était : « Fyra Bugg och en Coca-Cola » (« Quatre chewing-gums et un Coca-Cola »). Or le règlement du concours, dans son article 1.2.2., paragraphe g, interdit tout message commercial dans les chansons en lice et durant les prestations. Afin que la Suède ne soit pas disqualifiée, Christer Lundh, l'auteur de la chanson, en modifia le titre et les paroles, qui devinrent : « Boogaloo ».

## Chefs d'orchestre
| Terje Fjærn         | Kobi Oshrat       | Richard Österreicher | Hjálmar H. Ragnarsson | Freddy Sunder   | Curt-Eriq Holmquist |
| ------------------- | ----------------- | -------------------- | --------------------- | --------------- | ------------------- |
| - Norvège           | - Israël          | - Autriche           | - Islande             | - Belgique      | - Suède             |
| Gianfranco Lombardi | Jaime Oliveira    | Eduardo Leiva        | Garo Mafyan           | George Niarchos | Rogier van Otterloo |
| - Italie            | - Portugal        | - Espagne            | - Turquie             | - Grèce         | - Pays-Bas          |
| Alec Mansion        | Ronnie Hazlehurst | Jean-Claude Petit    | Lázló Benker          | Jo Carlier      | Ossi Runne          |
| - Luxembourg        | - Royaume-Uni     | - France             | - Allemagne           | - Chypre        | - Finlande          |
| Henrik Krogsgård    | Noel Kelehan      | Nikica Kalogjera     |                       |                 |                     |
| - Danemark          | - Irlande         | - Yougoslavie        |                       |                 |                     |

La délégation suisse fut la seule à ne pas recourir à l'orchestre fourni par la RTBF.

## Entracte
Le spectacle d'entracte était une vidéo dédiée aux réalisations accomplies par l'Union européenne. L'on y voyait les étoiles du drapeau européen parcourir le continent, à travers ses paysages et ses lieux culturels, tandis qu'en parallèle, des danseurs interprétaient un ballet contemporain. La vidéo débuta et se termina par un plan sur le musicien Marc Grauwels, qui joua, à la flûte, des variations sur le thème musical de la Neuvième Symphonie de Beethoven.

## Coulisses
Durant le vote, la caméra fit de nombreux plans sur les artistes à l’écoute des résultats. Apparurent notamment Johnny Logan, le groupe Novi Fosili, Lotta Engberg, Kate Gulbrandsen, Liliane Saint-Pierre, Umberto Tozzi et Aléxia. 

## Vote
Le vote fut décidé entièrement par un panel de jurys nationaux. Les différents jurys furent contactés par téléphone, selon l'ordre de passage des pays participants. Chaque jury devait attribuer dans l'ordre 1, 2, 3, 4, 5, 6, 7, 8, 10 et 12 points à ses dix chansons préférées. Les points furent énoncés dans l’ordre ascendant, de un à douze. 
Le superviseur délégué sur place par l'UER fut Frank Naef. Aux salutations de Viktor Lazlo, il répondit : « Bonsoir Viktor. Je suis très heureux d'être à Bruxelles en cette journée mémorable d'anniversaire et je souhaite partager cette journée avec les vingt-deux jurys de l'Europe, de l'Eurovision, qui sont prêts à vous donner leurs votes. Merci. » Il ne dut intervenir qu'à une seule reprise, pour corriger le porte-parole néerlandais. Celui-ci avait attribué "deux" puis "dix points" à Chypre. Après rectification, les "dix points" des Pays-Bas furent attribués à l'Allemagne.
Le vote fut d'abord mené par la Yougoslavie, puis, brièvement, par l'Allemagne. Mais après le vote du jury italien, l'Irlande passa en tête et mena le vote jusqu'à la fin.

## Résultats
Ce fut la troisième victoire de l'Irlande au concours. Ce fut la seconde victoire de Johnny Logan, qui devint de ce fait, le premier interprète à remporter le concours une seconde fois. Cette particularité lui valut le surnom de « Mr. Eurovision ».
Johnny Logan reçut le trophée de la victoire des mains de Sandra Kim, gagnante de l'année précédente. Lui et ses choristes reçurent des fleurs, apportées sur scène par les élèves du Conservatoire de danse de Bruxelles. Logan débuta sa reprise, par « I still love you, Ireland ! », et la conclut, par « I can't sing anymore ! Thank you ! »
En 2005, lors de l'émission spéciale Congratulations, Hold Me Now fut élue troisième meilleure chanson à jamais avoir été présentée au concours.
Pour la deuxième fois, après 1983, la Turquie termina dernière, avec « nul point ».
| Ordre | Pays         | Artiste(s)                      | Chanson                                | Langue       | Place | Points |
| ----- | ------------ | ------------------------------- | -------------------------------------- | ------------ | ----- | ------ |
| 01    | Norvège      | Kate                            | Mitt liv                               | Norvégien    | 9     | 65     |
| 02    | Israël       | Datner & Kushnir                | Shir Habatlanim (שיר הבטלנים)          | Hébreu       | 8     | 73     |
| 03    | Autriche     | Gary Lux                        | Nur noch Gefühl                        | Allemand     | 20    | 8      |
| 04    | Islande      | Halla Margrét                   | Hægt og hljótt                         | Islandais    | 16    | 28     |
| 05    | Belgique H T | Liliane Saint-Pierre            | Soldiers of Love                       | Néerlandais  | 11    | 56     |
| 06    | Suède        | Lotta Engberg                   | Boogaloo                               | Suédois      | 12    | 50     |
| 07    | Italie       | Umberto Tozzi & Raf             | Gente di mare                          | Italien      | 3     | 103    |
| 08    | Portugal     | Nevada                          | Neste barco à vela                     | Portugais    | 18    | 15     |
| 09    | Espagne      | Patricia Kraus                  | No estás solo                          | Espagnol     | 19    | 10     |
| 10    | Turquie      | Seyyal Taner & Lokomotif        | Şarkım Sëvgi Üstüne                    | Turc         | 22    | 0      |
| 11    | Grèce        | Bang                            | Stop (Στοπ)                            | Grec         | 10    | 64     |
| 12    | Pays-Bas     | Marcha                          | Rechtop in de wind                     | Néerlandais  | 5     | 83     |
| 13    | Luxembourg   | Plastic Bertrand                | Amour, amour                           | Français     | 21    | 4      |
| 14    | Royaume-Uni  | Rikki                           | Only the Light                         | Anglais      | 13    | 47     |
| 15    | France       | Christine Minier                | Les mots d'amour n'ont pas de dimanche | Français     | 14    | 44     |
| 16    | Allemagne    | Wind                            | Lass die Sonne in dein Herz            | Allemand     | 2     | 141    |
| 17    | Chypre       | Aléxia                          | Áspro-mavro (Άσπρο-μαύρο)              | Grec         | 7     | 80     |
| 18    | Finlande     | Vikky Rosti & Boulevard         | Sata salamaa                           | Finnois      | 15    | 32     |
| 19    | Danemark     | Anne-Cathrine Herdorff & Bandjo | En lille melodi                        | Danois       | 5     | 83     |
| 20    | Irlande      | Johnny Logan                    | Hold Me Now                            | Anglais      | 1     | 172    |
| 21    | Yougoslavie  | Novi Fosili                     | Ja sam za ples                         | Serbo-croate | 4     | 92     |
| 22    | Suisse       | Carol Rich                      | Moitié, moitié                         | Français     | 17    | 26     |

## Anciens participants
| Artiste      | Pays      | Année(s) précédente(s)               |
| ------------ | --------- | ------------------------------------ |
| Aléxia       | Chypre    | 1981 (comme membre de Island)        |
| Johnny Logan | Irlande   | 1980 (vainqueur)                     |
| Gary Lux     | Autriche  | 1983 (comme membre de Westend), 1985 |
| Wind         | Allemagne | 1985                                 |

## Tableau des votes
| Drapeau de la Norvège | Drapeau d’Israël                                  | Drapeau de l'Autriche | Drapeau de l'Islande | Drapeau de la Belgique | Drapeau de la Suède | Drapeau de l'Italie | Drapeau du Portugal | Drapeau de l'Espagne | Drapeau de la Turquie | Drapeau de la Grèce | Drapeau des Pays-Bas | Drapeau du Luxembourg | Drapeau du Royaume-Uni | Drapeau de la France | Drapeau de l'Allemagne | Drapeau de Chypre | Drapeau de la Finlande | Drapeau du Danemark | Drapeau de l'Irlande | Drapeau de la République fédérative socialiste de Yougoslavie | Drapeau de la Suisse | Total |    |     |
| Pays                  | Norvège                                           |                       | –                    | 4                      | –                   | 7                   | 10                  | 7                    | –                     | 3                   | –                    | –                     | 4                      | –                    | –                      | 4                 | 7                      | 3                   | 5                    | 3                                                             | 2                    | –     | 6  | 65  |
| Pays                  | Israël                                            | 2                     |                      | 1                      | 5                   | 6                   | 4                   | –                    | 10                    | –                   | –                    | –                     | 3                      | –                    | 4                      | 10                | 8                      | –                   | 7                    | –                                                             | 5                    | –     | 8  | 73  |
| Pays                  | Autriche                                          | –                     | –                    |                        | –                   | –                   | –                   | 1                    | –                     | –                   | –                    | 7                     | –                      | –                    | –                      | –                 | –                      | –                   | –                    | –                                                             | –                    | –     | –  | 8   |
| Pays                  | Islande                                           | 4                     | –                    | –                      |                     | 4                   | –                   | –                    | –                     | 4                   | –                    | 6                     | –                      | –                    | –                      | –                 | 10                     | –                   | –                    | –                                                             | –                    | –     | –  | 28  |
| Pays                  | Belgique                                          | 5                     | 2                    | 3                      | –                   |                     | –                   | 6                    | –                     | 7                   | 4                    | –                     | –                      | 5                    | 8                      | –                 | 4                      | 5                   | 3                    | –                                                             | –                    | 4     | –  | 56  |
| Pays                  | Suède                                             | –                     | 12                   | –                      | 8                   | 1                   |                     | 3                    | 7                     | –                   | 2                    | –                     | –                      | –                    | –                      | 3                 | –                      | 7                   | –                    | 7                                                             | –                    | –     | –  | 50  |
| Pays                  | Italie                                            | –                     | 3                    | 6                      | 3                   | 5                   | 1                   |                      | 12                    | 12                  | 8                    | –                     | –                      | 4                    | 1                      | –                 | 12                     | 1                   | 4                    | –                                                             | 12                   | 12    | 7  | 103 |
| Pays                  | Portugal                                          | –                     | –                    | –                      | –                   | –                   | –                   | –                    |                       | 8                   | –                    | 5                     | –                      | –                    | –                      | –                 | 2                      | –                   | –                    | –                                                             | –                    | –     | –  | 15  |
| Pays                  | Espagne                                           | –                     | –                    | –                      | –                   | –                   | –                   | –                    | –                     |                     | –                    | 10                    | –                      | –                    | –                      | –                 | –                      | –                   | –                    | –                                                             | –                    | –     | –  | 10  |
| Pays                  | Turquie                                           | –                     | –                    | –                      | –                   | –                   | –                   | –                    | –                     | –                   |                      | –                     | –                      | –                    | –                      | –                 | –                      | –                   | –                    | –                                                             | –                    | –     | –  | 0   |
| Pays                  | Grèce                                             | –                     | –                    | –                      | 1                   | 2                   | 6                   | 8                    | –                     | –                   | –                    |                       | 5                      | 7                    | 5                      | 7                 | –                      | 12                  | –                    | 6                                                             | –                    | 5     | –  | 64  |
| Pays                  | Pays-Bas                                          | –                     | 5                    | 2                      | –                   | –                   | –                   | 10                   | –                     | 5                   | 7                    | 3                     |                        | 8                    | 3                      | 12                | –                      | –                   | 2                    | 2                                                             | 6                    | 8     | 10 | 83  |
| Pays                  | Luxembourg                                        | –                     | –                    | –                      | –                   | –                   | –                   | –                    | 2                     | –                   | –                    | –                     | –                      |                      | 2                      | –                 | –                      | –                   | –                    | –                                                             | –                    | –     | –  | 4   |
| Pays                  | Royaume-Uni                                       | –                     | 10                   | 5                      | –                   | 3                   | 5                   | –                    | 3                     | –                   | 3                    | –                     | –                      | 1                    |                        | –                 | –                      | 2                   | 1                    | 4                                                             | 3                    | 2     | 5  | 47  |
| Pays                  | France                                            | 1                     | –                    | –                      | 4                   | –                   | –                   | 5                    | –                     | –                   | –                    | 4                     | 1                      | 12                   | –                      |                   | 5                      | –                   | –                    | –                                                             | 10                   | –     | 2  | 44  |
| Pays                  | Allemagne                                         | 3                     | 8                    | 10                     | 12                  | 10                  | 7                   | 4                    | 5                     | 1                   | 6                    | –                     | 10                     | 6                    | 10                     | 6                 |                        | 6                   | 10                   | 12                                                            | 7                    | 7     | 1  | 141 |
| Pays                  | Chypre                                            | 6                     | –                    | –                      | 6                   | –                   | 2                   | –                    | –                     | –                   | –                    | 12                    | 2                      | –                    | 6                      | 5                 | 3                      |                     | 6                    | 10                                                            | 8                    | 10    | 4  | 80  |
| Pays                  | Finlande                                          | 10                    | –                    | –                      | –                   | –                   | 3                   | –                    | 4                     | 2                   | –                    | 1                     | 8                      | 2                    | –                      | –                 | 1                      | –                   |                      | –                                                             | –                    | 1     | –  | 32  |
| Pays                  | Danemark                                          | 7                     | 6                    | 7                      | 7                   | –                   | 8                   | 2                    | 1                     | –                   | 1                    | 8                     | 6                      | –                    | 7                      | 8                 | –                      | –                   | 8                    |                                                               | 4                    | –     | 3  | 83  |
| Pays                  | Irlande                                           | 8                     | 4                    | 12                     | –                   | 12                  | 12                  | 12                   | 8                     | 10                  | 10                   | –                     | 12                     | 10                   | 12                     | 1                 | 6                      | 8                   | 12                   | 5                                                             |                      | 6     | 12 | 172 |
| Pays                  | Yougoslavie                                       | 12                    | 7                    | 8                      | 10                  | 8                   | –                   | –                    | 6                     | 6                   | 12                   | 2                     | –                      | –                    | –                      | 2                 | –                      | 10                  | –                    | 8                                                             | 1                    |       | –  | 92  |
| Pays                  | Suisse                                            | –                     | 1                    | –                      | 2                   | –                   | –                   | –                    | –                     | –                   | 5                    | –                     | 7                      | 3                    | –                      | –                 | –                      | 4                   | –                    | 1                                                             | –                    | 3     |    | 28  |
| Pays                  | Le tableau suit l'ordre de passage des candidats. |                       |                      |                        |                     |                     |                     |                      |                       |                     |                      |                       |                        |                      |                        |                   |                        |                     |                      |                                                               |                      |       |    |     |

## Télédiffuseurs
| Pays        | Télédiffuseur(s)           | Commentateur(s)                      | Porte-parole          |
| ----------- | -------------------------- | ------------------------------------ | --------------------- |
| Allemagne   | Erstes Deutsches Fernsehen | Lotti Ohnesorge & Christoph Deumling | Sandra Maischberger   |
| Allemagne   | Deutschlandfunk            | Peter Urban                          | Sandra Maischberger   |
| Autriche    | FS1                        | Ernst Grissemann                     | Tilia Herold          |
| Autriche    | Hitradio Ö3                | Hans Leitinger                       | Tilia Herold          |
| Belgique    | RTBF1                      | Claude Delacroix                     | Anne Ploegaerts       |
| Belgique    | RTBF La Première           | Patrick Duhamel & Stéphane Dupont    | Anne Ploegaerts       |
| Belgique    | BRT TV1                    | Luc Appermont                        | Anne Ploegaerts       |
| Belgique    | BRT Radio 2                | Julien Put & Herwig Haes             | Anne Ploegaerts       |
| Chypre      | RIK                        | Fryni Papadopoulou                   | Anna Partelidou       |
| Chypre      | CyBC Radio 2               | Pavlos Pavlou                        | Anna Partelidou       |
| Danemark    | DR TV                      | Jørgen de Mylius                     | Bent Henius           |
| Danemark    | DR P3                      | Poul Birch Eriksen                   | Bent Henius           |
| Espagne     | TVE2                       | Beatriz Pécker                       | Matilde Jarrín        |
| Finlande    | YLE TV1                    | Erkki Toivanen                       | Solveig Herlin        |
| Finlande    | YLE Radio Suomi            | ?                                    | Solveig Herlin        |
| France      | Antenne 2                  | Patrick Simpson-Jones                | Lionel Cassan         |
| France      | France Inter               | Julien Lepers                        | Lionel Cassan         |
| Grèce       | ERT                        | Dáfni Bókota                         | Kelly Sakakou         |
| Irlande     | RTÉ1                       | Marty Whelan                         | Brendan Balfe         |
| Irlande     | RTÉ Radio 1                | Mike Murphy                          | Brendan Balfe         |
| Israël      | Télévision Israélienne     | pas de commentateur                  | Yitzhak Shim'oni      |
| Israël      | Reshet Gimel               | Yigal Ravid                          | Yitzhak Shim'oni      |
| Islande     | Sjónvarpið                 | Kolbrún Halldórsdóttir               | Guðrún Skúladóttir    |
| Italie      | Rai Due                    | Rosanna Vaudetti                     | Mariolina Cannuli     |
| Italie      | Rai Radio 2                | Antonio De Robertis                  | Mariolina Cannuli     |
| Luxembourg  | RTL Télévision             | Valérie Sarn                         | Frédérique Ries       |
| Luxembourg  | RTL Radio                  | André Torrent                        | Frédérique Ries       |
| Norvège     | NRK                        | John Andreassen & Tor Paulsen        | Sverre Christophersen |
| Norvège     | NRK P1                     | Roald Øyen                           | Sverre Christophersen |
| Pays-Bas    | Nederland 1                | Willem van Beusekom                  | Ralph Inbar           |
| Pays-Bas    | Radio 2                    | Rudi Carrell                         | Ralph Inbar           |
| Portugal    | RTP1                       | Maria Margarida Gaspar               | Ana Zanatti           |
| Royaume-Uni | BBC1                       | Terry Wogan                          | Colin Berry           |
| Royaume-Uni | BBC Radio 2                | Ray Moore                            | Colin Berry           |
| Suède       | SVT TV1                    | Fredrik Belfrage                     | Jan Ellerås           |
| Suède       | SR P3                      | Jacob Dahlin                         | Jan Ellerås           |
| Suisse      | TSR                        | Serge Moisson                        | Michel Stocker        |
| Suisse      | TV DSR                     | Bernard Thurnheer                    | Michel Stocker        |
| Suisse      | TSI                        | Ezio Guidi                           | Michel Stocker        |
| Turquie     | TRT                        | Bülend Özveren                       | Canan Kumbasar        |
| Yougoslavie | TVB 1                      | Mladen Popović                       | Minja Subota          |
| Yougoslavie | TVZ 2                      | Oliver Mlakar                        | Minja Subota          |
| Yougoslavie | TVL 1                      | Miša Molk                            | Minja Subota          |